# توغجه كازاز
توغجه كازاز (بالتركية: Tuğçe Kazaz)‏ (26 أغسطس 1982 - )؛ ممثلة وعارضة أزياء تركية، وهي ملكة جمال تركيا في عام 2001.

## أعمالها
لعبت دوراً في الفلم اليوناني: "Loafing and Camouflage: Sirens in the Aegean " الذي ألتقت فيه زوجها، جورج سيتاريديس. قامت باعتناق المسيحية الأرثودوكسية قبل زواجها، لكي يسمح لها بالزواج بالكنيسة، وهذا العمل أدى إلى انفعالات سلبية في بلدها تركيا. وبعد 3 سنوات من الزواج انتهى بها الأمر إلى الطلاق وعادت إلى وطنها. ورجعت لدين الإسلام مرة أخرى.

## روابط خارجية
- توغجه كازاز على موقع IMDb (الإنجليزية)
- توغجه كازاز على موقع روتن توميتوز (الإنجليزية)
- توغجه كازاز على موقع ألو سيني (الفرنسية)
- توغجه كازاز على موقع قاعدة بيانات الفيلم (الإنجليزية)
- توغجه كازاز على موقع كينوبويسك (الروسية)